# ずべ公番長 夢は夜ひらく
『ずべ公番長 夢は夜ひらく』（ずべこうばんちょう ゆめはよるひらく）は、1970年公開の日本映画。製作：東映東京撮影所、配給：東映。「ずべ公番長シリーズ」第1弾。
藤圭子の大ヒット曲「夢は夜ひらく」が主題歌としてオープニングクレジットとエンドクレジットに使用され、藤圭子も1シーンで2分程度出演し、流しスタイルでギターを弾きながら（ギターは持つだけでほぼ弾かない）「命預けます」を唄う。「夢は夜ひらく」は唄わない。ポスターはダース・ベイダーのごとく大写しされ、一番目立つ。

## キャスト
- 南雲梅子：宮園純子
- 影山リカ：大信田礼子
- 八尾長子：橘ますみ
- 冬木マリ：賀川雪絵
- 千本ミツ子：集三枝子
- 湯島つた：佐々木梨里
- はるみ：六本木はるみ
- ミラノお春：夏純子
- 朝日慎二郎：梅宮辰夫
- 歌手：藤圭子
- トニー：谷隼人
- 綱夫：左とん平
- バニー：五十嵐じゅん
- 大羽金造：金子信雄
- 西本：曽根晴美
- 市川：佐藤晟也
- 桂木：南利明
- 鎌子：園佳也子
- 左卜全、鈴木やすし、坊屋三郎、人見きよし、ゴールデンハーフ、小林千枝、有崎由見子[11]

## スタッフ
- 監督：山口和彦
- 脚本：宮下教雄・山口和彦
- 企画：吉峰甲子夫
- 撮影：仲沢半次郎
- 音楽：津島利章
- 美術：北川弘
- 照明：川崎保之丞
- 助監督：深町秀煕

## 主題歌・挿入歌
主題歌
「夢は夜ひらく」 歌：藤圭子、作詞：石坂まさを／作曲：曽根幸明
挿入歌
「命預けます」 歌：藤圭子、作詞・作曲：石坂まさを

## 製作

### キャスティング
タイトルは「ずべ公ー」だが、劇中ではその言葉は使われない。一度だけ「非行少女」という。映画でのキャストクレジット序列は、ほとんどの映画データベースとは異なり、大信田礼子・橘ますみ・賀川雪絵の3人がトップで、右から大信田・橘・賀川。次に藤圭子（右）谷隼人（左）の2人。夏純子は五十嵐じゅん（五十嵐淳子）らと4番目に5人で表記される。トメ二つ前に金子信雄・左とん平の2人、トメ前に単独で宮園純子、トメは梅宮辰夫。 	
トップが宮園が多いのは、宮園は東映ニューフェイス出身の東映生え抜き女優で、1968年からの「妖艶毒婦伝シリーズ」で主演級女優になっていたため、外様の大信田との力関係が影響しているものと見られる。藤木TDCは「大信田の演技が不安で、宮園を起用したのではないか」と論じている。夏純子は全編を通して大信田のライバル。比較的優しい顔が多い中、夏の目力が強く迫力がある。賀川雪絵の妹でバニーを演じる五十嵐淳子がビックリの風貌で出演している。かなり痩せて実年齢より幼く見える。1960年代後半からテレビの勢いが凄く、各映画会社の専属俳優も超大物は自身のプロダクションを作ったり、他の役者も芸能事務所に移籍する者も増えたが、東映ビデオのサイトに「大信田礼子、宮園純子、橘ますみ、賀川雪絵、夏純子ら東映若手女優が一堂に会して…」と書かれているため、これらの女優は本作制作当時には、東映と専属的契約状態にあったものと見られる。このうち、東映生え抜きの女優は宮園と橘だけである。
『仁義なき戦い』の第一作で、山守義雄–矢野修司のヤクザの親分子分を演じた金子信雄と曽根晴美が、同じように親分子分を演じる。『仁義なき戦い』の金子もヤクザの親分らしくないと批判するむきもあったが、本作の金子はそれを通り越してマンガ。

### 撮影
冒頭最初のセリフが学園長による「世間では…この赤城女子学園を女ネリカンと呼ぶ。しかし諸君はそんな色眼鏡に屈してはいかん…」。オープニングクレジットだけモノクロ。オープニングクレジットすぐ後に、大信田礼子が独房で逆立ちし、自慢の美脚を見せつける。大信田は高校時代に器械体操をやっており、アクションは元々得意で、アクションシーンは怪我をしないような受身などの習得が必要なため、本作主演にあたり、キックボクシングジムで技斗を教え込まれた。ミニスカートでパンティ丸出しのハイキックを連発する。衣装はスタッフが用意した物以外に自前も多く、本作のポスターで背中を向けて映るビキニの水着は、自前だという。
メインキャストで脱ぐのは賀川雪絵だけだが、パンチラなどお色気シーンはたっぷりある。ゴーゴークラブでゴールデン・ハーフがリリースしたばかりの「黄色いさくらんぼ」をお色気たっぷりに歌う。テレビでは当時でもアウトと見られるほぼ真下からのカメラでミニスカートの中のパンティを映し出す。あまりにも真下のカメラでメンバーの誰か顔がよく見えない程。
南雲梅子（宮園純子）がオーナーママを務め、影山リカ（大信田礼子）たち主要キャストが働くセクキャバ（文献によりキャッチバー）寄りのバー「紫」で藤圭子が流しスタイルでギターを弾きながら「命預けます」を唄う。主題歌の「夢は夜ひらく」は劇中では歌わないが、オープニングのタイトルロールとエンディングで曲が使用されている。セリフも二言三言あり、撮影は1970年7月27日東映東京撮影所。藤は15～17歳頃はショーケンの大ファンだったが、上京後は仕事を終えると東映の任侠映画に通いつめて高倉健の大ファンになったという。藤の出演シーンの撮影はすぐに終わり、藤は高倉に会えるかもと撮影所内をウロウロしたが、見つけられず。帰ろうとしたら由利徹が呼び止めてガッカリしたが、由利に手を引かれて撮影所の奥に連れて行かれ、俳優の個室が並ぶ建物内の高倉の部屋に連れて行ってもらえた。高倉から「ヤ、いらっしゃい」と部屋に招き入れられたが、以降は無我夢中で高倉から「こないだ、五木寛之さんとテレビに出たでしょう。ぼく、あれ、見ましたよ。いい話でしたね」と言われたことだけ覚えているが、何分部屋にいたのか、その後、どう帰ったのかも覚えていないぐらい雲の上を歩くような気持だった、などと話している。 
東映お色気路線のエース・八尾長子（橘ますみ）が、脱がないかわりにお客に脚をベロベロ舐めまわされるサービスショットがある。柳家金語楼の娘・有崎由見子が大信田と敵対する不良グループの一人として出演している。映画は『不良番長 一攫千金』の続いて2本目。
話はテンポよく進むが、宮園の店を手に入れてビルを建てようとする大羽興行の社長でヤクザの親分・大羽金造（金子信雄）が劇中の中程で宮園の店の権利書を手に入れてこれで既に目的は達成された筈だが、その後もちょっかいをかけ続け、最後の方で宮園が金子親分に「分かりました。じゃあお店を差し上げればいいんですね?」と言う理由は分からない。ラストは併映の「昭和残侠伝シリーズ」の討ち入りに出向く高倉健に池部良が同行するフォーマットと同じく、宮園に梅宮が同行する。討ち入りは大羽興行約30人対2人に大信田たちが加勢するが、日本刀やドスばかりで誰一人拳銃を使わない。梅宮が金子に背中を斬られただけで、20秒程度で絶命する?なシーンもある。

## ロケ地
日活のスケバン映画が新宿駅西口ヒッピーを根城にするなら、東映は歌舞伎町エリアを根城にする。歌舞伎町を中心に、ふんだんに新宿ロケが行われている。新宿駅、新宿オデヲン座、ミラノ座などが映り、1970年7月18日に公開された『エベレスト大滑降』などが看板に掛かる。ミラノ座の前あたりにいた大信田が『昭和残侠伝』とサブタイトルの付かない同シリーズの一作目の看板を見つめる。このシーンはスタジオかでの別撮りと見られ、看板は架空の物でここに書かれたキャストは一作目のキャストではなく、併映の『昭和残侠伝 死んで貰います』に近いが、監督名が佐伯清ではなく、山田宏次となっている。看板を書いた職人の名前か、遊びで作った看板かもしれない。大信田と夏のタイマン勝負は西新宿の空き地。室内は全て東映東京のスタジオ。エンディングは「夢は夜ひらく」をバックに新宿通りを護送車の窓から宮園が新宿の街に無言で別れを告げる。

## 興行成績
高倉健の大ヒットシリーズとの併映で、本作自体の評価ははっきりしない。続編が制作されたが、本作の公開時に「女番長シリーズの第一弾」と公表されており、シリーズ化は最初から決定事項で、第一作が評価されたから続編が制作されたということではない。岡田茂は『映画時報』1971年2月号の東映幹部の対談で、歌謡映画の話題になった際に「『ずべ公番長・夢は夜ひらく』は、かなり歌（『夢は夜ひらく』）で助けられているね」と話している。

## 影響
1時間ぐらいのところで大信田とトニー（谷隼人）が遊ぶ海岸は、神奈川県の大磯海水浴場。撮影は揉めた。シナリオには「全裸で海岸を駆ける」と書かれてあったが、大信田は断固拒否し、白のビキニスタイルになった。テトラポットの影の砂の上で抱き合うシーンでもカメラマンから「アップを撮るからブラジャーを取ってくれ」と言われたが拒否し、一瞬、大信田の乳輪らしきものがチラリと映るが、ガーゼか何かの可能性もある。このシーンの撮影にも山口監督以下、スタッフは大信田にさんざん手こずった。抜群のスタイルを誇る大信田に東映のプロデューサーや監督たちは何度も繰り返し、脱ぐことを要求したが、大信田は「セ〇クス女優と一緒にされるのは心外」と、この説得を拒み続けた。映画会社寄りの記事を載せるマスメディアは「持って生まれた見事なプロポーションを見せないなんて"宝の持ち腐れ"」などと厳しく批判した。シリーズ化はされたが、以降も東映は大信田に脱ぐことを要求したとされ、同時期に出演していた東映制作のテレビドラマ『プレイガール』（東京12チャンネル）を降板させ、よりピンク度の高い映画に専念させようとしたのではないかという説もある。

## 映像ソフト
- ビデオも発売されていた[7]。2008年8月8日には東映ビデオから「ずべ公番長シリーズ」全4作がDVDが発売されている[出典 10]。各4,725円（税込み）[12]。

## 同時上映
『昭和残侠伝 死んで貰います』
- 主演：高倉健 / 監督：小沢茂弘 / 脚本：大和久守正
- 『昭和残侠伝シリーズ』第7作。